# Artūras Skikas
Artūras Skikas (* 29. Mai 1963 in Šiauliai) ist ein litauischer Arzt, Politiker der Rajongemeinde Šilutė, ehemaliger Vizeminister.

## Leben
Nach dem Abitur an der Mittelschule studierte er an der Šiaulių medicinos mokykla. Beim Studium leistete er den Pflichtdienst in der Sowjetarmee. 1990 absolvierte er das Studium der Medizin an der Medicinos akademija in Kaunas. Ab 1991 arbeitete er in Šilutė. Von 2000 bis 2003 war er Mitglied im Rat der Rajongemeinde Šilutė. Von 2009 bis 2010 war er Vizeminister am Gesundheitsministerium Litauens, Stellvertreter von Algis Čaplikas.
Ab 1994 war er Mitglied von Lietuvos liberalų sąjunga, ab 2003 Liberalų ir centro sąjunga.
Skikas ist verheiratet.